# La Senna ad Argenteuil
La Senna ad Argenteuil (La Seine à Argenteuil) è un dipinto del pittore francese Pierre-Auguste Renoir, realizzato intorno al 1873 e conservato al Musée d'Orsay di Parigi.

## Descrizione
Monet era uno degli amici più intimi di Renoir, e dopo il termine della guerra franco-prussiana andò a convivere con la moglie Camille in una piccola villetta ad Argenteuil. Renoir avrebbe visitato spesso l'amico per spronarlo a dipingere insieme. Non di rado, infatti, i due sistemavano i propri cavalletti l'uno al fianco dell'altro e dipingevano lo stesso motivo: La Senna ad Argenteuil risale a uno di questi episodi. L'opera, dopo esser stata posseduta da Durand-Ruel (1922) e da Albert Charpentier, entrò nelle collezioni del museo del Louvre nel 1951, per poi trovare la sua collocazione definitiva nel 1986 nel museo d'Orsay, dov'è da allora esposta con numero d'inventario RF 1951 14.
Sia Monet che Renoir erano insofferenti all'ambiente culturale che gravitava intorno alla École des Beaux-Arts e intendevano sviluppare un linguaggio stilistico nuovo: le loro opere, tuttavia, rispecchiano personalità artistiche radicalmente diverse, nonostante questa forte comunità d'intenti. Monet, come nel celebre caso de La Grenouillère, dà per esempio vita a composizioni rigorose e analiticamente strutturate. Ne La Senna ad Argenteuil - anche se ciò avviene in molti dei suoi dipinti degli esordi - Renoir usa invece una materia pittorica impalpabile, fluida, compendaria, che risente ancora delle pennellate crude e terrose di Gustave Courbet. È curioso notare come in questo dipinto non vi sia traccia di presenze umane, peculiarità abbastanza inusuale nelle opere di Renoir che, com'è noto, amava focalizzarsi sui dettagli e, soprattutto, sui personaggi.